# Campeonato Mundial de Ginástica Acrobática de 1988
O 8º Campeonato Mundial de Ginástica Acrobática foi organizado pela Federação Internacional de Ginástica nos dias 1 a 4 de dezembro de 1988, em Antuérpia, na Bélgica. Foram disputados 21 eventos nas categorias feminino, masculino e misto.

## Resultados

### Saltos acrobáticos masculinos
Os resultados finais foram os seguintes.
Geral
| Posição           | Ginasta       | Nacionalidade   | Pontos |
| ----------------- | ------------- | --------------- | ------ |
| Medalha de ouro   | Tao Feng      | China           | 29.59  |
| Medalha de prata  | Sergei Pogiba | União Soviética | 29.53  |
| Medalha de bronze | Steve Eliott  | Estados Unidos  | 29.40  |

Primeiro exercício
| Posição           | Ginasta            | Nacionalidade  | Pontos |
| ----------------- | ------------------ | -------------- | ------ |
| Medalha de ouro   | Tao Feng           | China          | 19.73  |
| Medalha de prata  | Jordan Tsintsarsky | Bulgária       | 19.66  |
| Medalha de bronze | Steve Eliott       | Estados Unidos | 19.60  |

Segundo exercício
| Posição           | Ginasta       | Nacionalidade   | Pontos |
| ----------------- | ------------- | --------------- | ------ |
| Medalha de ouro   | Tao Feng      | China           | 19.73  |
| Medalha de prata  | Steve Eliott  | Estados Unidos  | 19.66  |
| Medalha de bronze | Sergei Pogiba | União Soviética | 19.60  |

### Pares masculinos
Os resultados finais foram os seguintes.
Geral
| Posição           | Equipe                             | Nacionalidade   | Pontos |
| ----------------- | ---------------------------------- | --------------- | ------ |
| Medalha de ouro   | Sergey Chizhevsky, Valery Lyapunov | União Soviética | 29.76  |
| Medalha de prata  | Chen Yun, Chen Biaohuang           | China           | 29.70  |
| Medalha de bronze | Rumen Lachkov, Nedelko Nedelchev   | Bulgária        | 29.46  |

Primeiro exercício
| Posição           | Equipe                             | Nacionalidade   | Pontos |
| ----------------- | ---------------------------------- | --------------- | ------ |
| Medalha de ouro   | Sergey Chizhevsky, Valery Lyapunov | União Soviética | 19.83  |
| Medalha de ouro   | Chen Yun, Chen Biaohuang           | China           | 19.83  |
| Medalha de bronze | Rumen Lachkov, Nedelko Nedelchev   | Bulgária        | 19.76  |

Segundo exercício
| Posição           | Equipe                             | Nacionalidade      | Pontos |
| ----------------- | ---------------------------------- | ------------------ | ------ |
| Medalha de ouro   | Chen Yun, Chen Biaohuang           | China              | 29.80  |
| Medalha de prata  | Robert Wultanski, Mariusz Polanski | Polónia            | 19.32  |
| Medalha de bronze | Robert Ilch, Alexander Grassmann   | Alemanha Ocidental | 19.02  |

### Grupo masculino
Os resultados finais foram os seguintes.
Geral
| Posição           | Equipe                                                             | Nacionalidade   | Pontos |
| ----------------- | ------------------------------------------------------------------ | --------------- | ------ |
| Medalha de ouro   | Viktor Kuralesov, Viktor Bystrov, Vladimir Simonov, Kapiz Izmailov | União Soviética | 29.56  |
| Medalha de prata  | Zhou Zaijun, Zhao Jie, Du Biao, Zhou Chuanbiao                     | China           | 29.56  |
| Medalha de bronze | Fedor Tsvetkov, Ivan Panayotov, Stanimir Sotirov, Milen Trenkov    | Bulgária        | 29.29  |

Primeiro exercício
| Posição           | Equipe                                                             | Nacionalidade      | Pontos |
| ----------------- | ------------------------------------------------------------------ | ------------------ | ------ |
| Medalha de ouro   | Zhou Zaijun, Zhao Jie, Du Biao, Zhou Chuanbiao                     | China              | 19.73  |
| Medalha de prata  | Viktor Kuralesov, Viktor Bystrov, Vladimir Simonov, Kapiz Izmailov | União Soviética    | 19.60  |
| Medalha de bronze | Lutz Hilker, Slavek Halada, Peter Schmidt, Stefan Hoffmann         | Alemanha Ocidental | 19.22  |

Segundo exercício
| Posição           | Equipe                                                             | Nacionalidade   | Pontos |
| ----------------- | ------------------------------------------------------------------ | --------------- | ------ |
| Medalha de ouro   | Viktor Kuralesov, Viktor Bystrov, Vladimir Simonov, Kapiz Izmailov | União Soviética | 19.80  |
| Medalha de prata  | Piotr Nowak, Grzegorz Gudzwoń, Grzegorz Bielec, Krzysztof Brudny   | Polónia         | 19.76  |
| Medalha de bronze | Zhou Zaijun, Zhao Jie, Du Biao, Zhou Chuanbiao                     | China           | 18.82  |

### Saltos acrobáticos femininos
Os resultados finais foram os seguintes.
Geral
| Posição           | Ginasta            | Nacionalidade | Pontos |
| ----------------- | ------------------ | ------------- | ------ |
| Medalha de ouro   | Maria Dimova       | Bulgária      | 29.29  |
| Medalha de prata  | Yao Zhihua         | China         | 29.26  |
| Medalha de bronze | Philippa Musicista | Grã-Bretanha  | 28.89  |

Primeiro exercício
| Posição           | Ginasta          | Nacionalidade   | Pontos |
| ----------------- | ---------------- | --------------- | ------ |
| Medalha de ouro   | Maria Dimova     | Bulgária        | 19.56  |
| Medalha de prata  | Lyudmila Gromova | União Soviética | 19.50  |
| Medalha de bronze | Yao Zhihua       | China           | 19.42  |

Segundo exercício
| Posição           | Ginasta      | Nacionalidade | Pontos |
| ----------------- | ------------ | ------------- | ------ |
| Medalha de ouro   | Yao Zhihua   | China         | 19.60  |
| Medalha de ouro   | Penka Nenova | Bulgária      | 19.60  |
| Medalha de bronze | Valéria Kish | Hungria       | 19.33  |

### Pares femininos
Os resultados finais foram os seguintes.
Geral
| Posição           | Equipe                          | Nacionalidade | Pontos |
| ----------------- | ------------------------------- | ------------- | ------ |
| Medalha de ouro   | Milena Dasheva, Nikolina Koleva | Bulgária      | 29.73  |
| Medalha de prata  | Wang Li, Zhang Xurong           | China         | 29.36  |
| Medalha de bronze | Alison Tote, Emma Carlisle      | Grã-Bretanha  | 28.76  |

Primeiro exercício
| Posição           | Equipe                            | Nacionalidade   | Pontos |
| ----------------- | --------------------------------- | --------------- | ------ |
| Medalha de ouro   | Milena Dasheva, Nikolina Koleva   | Bulgária        | 19.83  |
| Medalha de prata  | Marina Tkachenko, Elena Kandzyuba | União Soviética | 19.60  |
| Medalha de bronze | Wang Li, Zhang Xurong             | China           | 19.53  |

Segundo exercício
| Posição           | Equipe                            | Nacionalidade   | Pontos |
| ----------------- | --------------------------------- | --------------- | ------ |
| Medalha de ouro   | Milena Dasheva, Nikolina Koleva   | Bulgária        | 19.86  |
| Medalha de prata  | Wang Li, Zhang Xurong             | China           | 19.66  |
| Medalha de bronze | Marina Tkachenko, Elena Kandzyuba | União Soviética | 19.63  |

### Grupo feminino
Os resultados finais foram os seguintes.
Geral
| Posição           | Equipe                                                    | Nacionalidade   | Pontos |
| ----------------- | --------------------------------------------------------- | --------------- | ------ |
| Medalha de ouro   | Boyana Angelova, Stefka Barakova, Argira Kardzhalieva     | Bulgária        | 29.70  |
| Medalha de ouro   | Natalia Anisimova, Inga Giorgibiani, Svetlana Makarycheva | União Soviética | 29.70  |
| Medalha de bronze | Gu Wan Xuan, Ma Liqun, Li Jing                            | China           | 29.49  |

Primeiro exercício
| Posição           | Equipe                                                    | Nacionalidade   | Pontos |
| ----------------- | --------------------------------------------------------- | --------------- | ------ |
| Medalha de ouro   | Boyana Angelova, Stefka Barakova, Argira Kardzhalieva     | Bulgária        | 19.80  |
| Medalha de ouro   | Natalia Anisimova, Inga Giorgibiani, Svetlana Makarycheva | União Soviética | 19.80  |
| Medalha de bronze | Gu Wan Xuan, Ma Liqun, Li Jing                            | China           | 19.73  |

Segundo exercício
| Posição           | Equipe                                                    | Nacionalidade   | Pontos |
| ----------------- | --------------------------------------------------------- | --------------- | ------ |
| Medalha de ouro   | Boyana Angelova, Stefka Barakova, Argira Kardzhalieva     | Bulgária        | 19.80  |
| Medalha de ouro   | Natalia Anisimova, Inga Giorgibiani, Svetlana Makarycheva | União Soviética | 19.80  |
| Medalha de bronze | Gu Wan Xuan, Ma Liqun, Li Jing                            | China           | 19.63  |

### Pares mistos
Os resultados finais foram os seguintes.
Geral
| Posição           | Equipe                                    | Nacionalidade   | Pontos |
| ----------------- | ----------------------------------------- | --------------- | ------ |
| Medalha de ouro   | Miglena Bacheva , Svetlozar Zhelyaskov    | Bulgária        | 29.70  |
| Medalha de ouro   | Svetlana Makhalicheva, Evgeny Makhalichev | União Soviética | 29.70  |
| Medalha de bronze | Lu Jia, Qi Lijun                          | China           | 29.56  |

Primeiro exercício
| Posição           | Equipe                                    | Nacionalidade   | Pontos |
| ----------------- | ----------------------------------------- | --------------- | ------ |
| Medalha de ouro   | Miglena Bacheva , Svetlozar Zhelyaskov    | Bulgária        | 19.80  |
| Medalha de ouro   | Svetlana Makhalicheva, Evgeny Makhalichev | União Soviética | 19.80  |
| Medalha de bronze | Lu Jia, Qi Lijun                          | China           | 19.70  |

Segundo exercício
| Posição           | Equipe                                    | Nacionalidade   | Pontos |
| ----------------- | ----------------------------------------- | --------------- | ------ |
| Medalha de ouro   | Miglena Bacheva , Svetlozar Zhelyaskov    | Bulgária        | 19.80  |
| Medalha de ouro   | Svetlana Makhalicheva, Evgeny Makhalichev | União Soviética | 19.80  |
| Medalha de bronze | Lu Jia, Qi Lijun                          | China           | 19.76  |